# Dekkhinathiri Township
Dekkhinathiri Township (Birmaans: ဒက္ခိဏသီရိမြို့နယ်) is een van de acht townships van Naypyidaw Union Territory, Myanmar. 